# Podkraj pri Zagorju
Podkraj pri Zagorju este o localitate din comuna Zagorje ob Savi, Slovenia, cu o populație de 33 de locuitori.